# Into the Fire
Into the Fire är ett musikalbum av den kanadensiske sångaren Bryan Adams som släpptes 1987. Det var hans sista album i samarbete med låtskrivaren Jim Vallance.
"Heat of the Night" blev den största hiten från albumet, med en sjätteplats på Billboard Hot 100. Även "Another Day" och "Victim of Love" släpptes som singlar. Albumet nådde sjunde plats på Billboard 200.

## Låtlista
Samtliga låtar är skrivna av Bryan Adams och Jim Vallance.
1. "Heat of the Night" - 5:07
2. "Into the Fire" - 4:41
3. "Victim of Love" - 4:06
4. "Another Day" - 3:41
5. "Native Son" - 6:04
6. "Only the Strong Survive" - 3:45
7. "Rebel" - 4:02
8. "Remembrance Day" - 5:59
9. "Hearts On Fire" - 3:30
10. "Home Again" - 4:18